# Eccleta xuthophanes
Eccleta xuthophanes är en fjärilsart som beskrevs av Turner 1902. Eccleta xuthophanes ingår i släktet Eccleta och familjen nattflyn. Inga underarter finns listade i Catalogue of Life.